# Ушар, Жан-Николя
Жан-Николя Ушар (фр. Jean Nicolas Houchard; 1738—1793) — дивизионный генерал Французской революционной армии.

## Биография
Поступил на военную службу в 1755 году в Королевский Немецкий кавалерийский полк, затем в чине капитана служил в Бурбонском драгунском полку. Участник Семилетней войны, награждён орденом Святого Людовика, и завоевания Корсики. 8 мая 1769 года в бою с отрядом Паскаля Паоли у моста Понте-Ново был дважды ранен в лицо: сабельный удар в щёку и пулевое ранение в челюсть. 

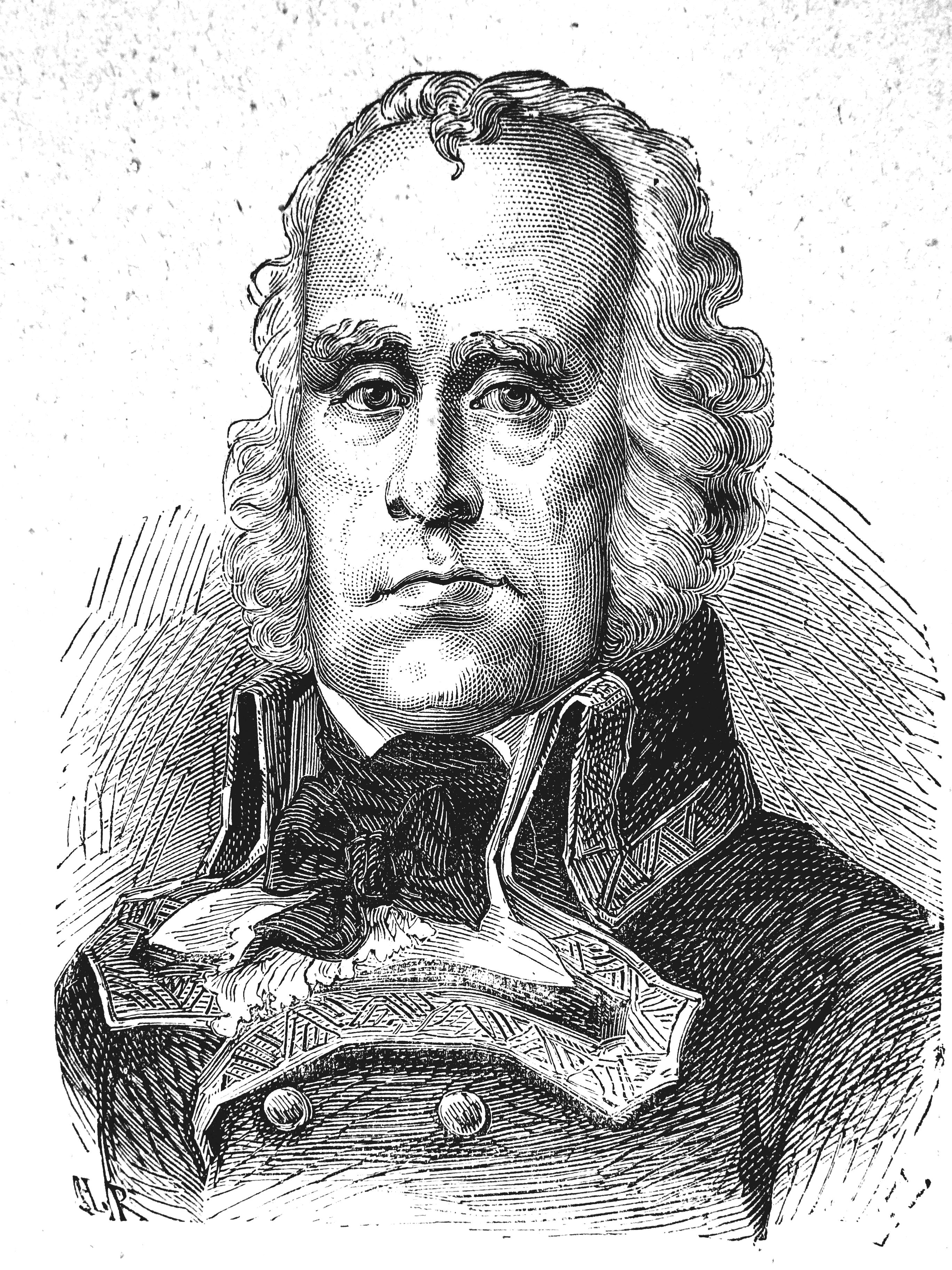
Генерал Жан-Николя Ушар

В 1791 году вступил в Рейнскую армию, служил адъютантом генерала Кюстина. 20 августа 1792 года произведён в полковники и назначен командиром 2-го полка конных егерей. 19—21 октября 1792 года участвовал во взятии Майнца. С 1 декабря 1792 года — бригадный генерал. 
8 марта 1793 года произведён в дивизионные генералы и 11 апреля назначен командующим Мозельской армии. С 18 мая 1793 года – командующий Рейнской армии. 11 августа 1793 года сменил генерала Килмейна на посту командующего Северной армии.
24 августа англо-ганноверская армия герцога Йоркского осадила Дюнкерк, обороняемый генералом Суамом. Французское командование поручило Ушару и его начальнику штаба Гэ де Вернону деблокировать город. К Северной армии были присоединены несколько тысяч солдат Рейнской армии. 8 сентября Ушар в сражении при Ондсхоте разгромил армию герцога Йоркского, которая поспешно отступила, бросив всю артиллерию. Дюнкерк был спасён, но изнурённые боем французы не преследовали противника. 12—13 сентября Ушар разбил голландскую армию принца Оранского при Менене.
В это же время части Северной армии неудачно воевали против австрийских войск принца Кобургского. 28 августа австрийский фельдцейхмейстер Клерфэ осадил и уже 13 сентября взял штурмом французскую крепость Ле-Кенуа. 12 сентября при Авен-ле-Сек 2-тысячный кавалерийский отряд фельдцейхмейстера Гогенлоэ-Кирхберга почти полностью уничтожил 4,6-тысячный отряд генерала Дюкле. 15 сентября австрийский фельдмаршал-лейтенант Больё нанёс поражение дивизии генерала Эдувиля при Куртре.
23 сентября Ушар и Гэ де Вернон были обвинены в измене и арестованы в Лилле. 15 ноября Ушар предстал перед Революционным трибуналом. Присутствовавший на процессе Жак Клод Беньо, ставший после Реставрации Бурбонов министром внутренних дел, а затем морским министром, вспоминал: «Генерал Ушар, старый солдат, завоевавший все свои степени в Республиканской армии, появился перед трибуналом — он колоссального роста, дикого вида, ужасного взгляда: пулевое ранение сместило его рот к левому уху; верхняя губа разделена надвое ударом сабли; два параллельных чудовищных шрама пересекают щёку. И этому воину народный комиссар Дюма задал вопрос: «Почему вы не захватили в плен всю английскую и австрийскую армию?». Обвиняемый что-то ворчал в ответ и тогда председатель суда назвал его трусом… Ушар зарычал, разорвал свой мундир и открыл грудь, испещрённую шрамами — «Прочитайте мой ответ там, где он написан!». После этого он опустился на свою скамью и до конца процесса оставался безучастным, время от времени повторяя «Несчастный, он меня посчитал трусом!»».
По обвинению в измене генерал Ушар был приговорён к смертной казни и 17 ноября 1793 года (26 брюмера II-го года) гильотинирован в возрасте 55 лет. 
Имя генерала Ушара высечено на Северной опоре (Столбец 03) Триумфальной арки в Париже.